# Women in Crime Ink
Women in Crime Ink ist ein amerikanischer täglicher Krimi-Blog, der sowohl Original- als auch aggregierte Inhalte veröffentlicht. Der Blog wurde am 10. März 2008 als „a well of thoughts on crime and media issues from women criminal justice professionals and authors“ (deutsch: „eine Quelle der Gedanken von weiblichen Strafrechtsexpertinnen und Autorinnen zu Verbrechen und Medienfragen“) gegründet. Die Website bietet Originalinhalte und Berichterstattung über Kriminalität, Medien, Bücher, Literatur, hochkarätige Kriminalfälle und Kriminalnachrichten.

## Beitragende
Women in Crime Ink hat Kommentare und Analysen zu Verbrechen und Medienereignissen von Journalistinnen, Fachfrauen der Strafjustiz und Persönlichkeiten des Fernsehens veröffentlicht. Darunter waren:
- die mit dem Pulitzer-Preis ausgezeichnete Wissenschaftsautorin Deborah Blum;
- die Rechtsanalytikerin Anne Bremner;
- die Fallanalytikerin Pat Brown;
- die Forensikerin Andrea Campbell;
- die True-Crime-Autorin und Romanschriftstellerin Kathryn Casey;
- die mit dem Emmy-Preis ausgezeichnete TV-Nachrichtenmagazin-Produzentin Lisa R. Cohen;
- die TV-Journalistin und -Moderatorin Diane Dimond;
- die ehemalige Polizeibeamtin und Kommentatorin Stacy Dittrich;
- die True-Crime-Autorin und Krimi-Autorin Diane Fanning;
- die Rechtsanalytikerin Susan Filan;
- die Körpersprachexpertin Lillian Glass;
- die klinische Psychologin und Autorin Michelle Golland;
- die ehemalige Staatsanwältin Holly Hughes;
- die Kriminalanalytikerin Sheryl McCollum;
- die Staatsanwältin Donna Pendergast;
- die Autorin, ehemalige Staatsanwältin und TV-Rechtsanalytikerin Robin Sax;
- die Strafverteidigerin Katherine Scardino;
- die True-Crime-Autorin und Journalistin Cathy Scott;
- die Nachrichtensprecherin Michelle Sigona;
- die Psychotherapeutin und Wutberaterin Gina Simmons und
- die Ermittlungsspezialistin Donna Weaver.

Von den sechs ursprünglichen Gründerinnen – darunter Vanessa Leggett, eine Schriftstellerin, die vom US-Justizministerium inhaftiert wurde, weil sie Quellen für ein Buch über das Mordopfer Doris Angleton geschützt hatte – bleiben drei übrig: Brown, Pendergast und Weaver.